# Copa Libertadores da América de Futebol Feminino de 2020
A Copa Libertadores da América de Futebol Feminino de 2020, oficialmente CONMEBOL Libertadores Femenina 2020, foi a décima segunda edição da competição organizada pela Confederação Sul-Americana de Futebol (CONMEBOL). Adiado para 2021 em função da pandemia de COVID-19, o torneio, que inicialmente seria disputado em Santiago, no Chile, foi disputado na Argentina entre os dias 5 de março e 21 de março de 2021. O campeão da competição foi a Ferroviária.

## Equipes classificadas
As seguintes 16 equipes das 10 federações filiadas à CONMEBOL se qualificaram para o torneio:
- Campeão da Libertadores Feminina de 2019
- Uma vaga adicional ao país-anfitrião
- Brasil, Chile, Colômbia e Paraguai: 2 vagas
- Todas as outras associações: 1 vaga cada

| Associação           | Equipe               | Classificação |
| -------------------- | -------------------- | --- |
| CONMEBOL             | Corinthians          | Campeão da Libertadores Feminina de 2019 |
| CONMEBOL             | Boca Juniors         | 1° colocado na fase classificatória do Campeonato Argentino de 2019-20 e Campeão do Torneo de Transición Femenino 2020 (representante do país-sede) |
| Brasil · (2 vagas)   | Ferroviária          | Campeão do Campeonato Brasileiro de 2019 |
| Brasil · (2 vagas)   | Kindermann [a]       | 3º colocado do Campeonato Brasileiro de 2019 |
| Chile · (2 vagas)    | Santiago Morning     | Campeão da Primera División 2019 |
| Chile · (2 vagas)    | Universidad de Chile | Vencedor do Play-off Pré-Libertadores de 2020 |
| Colômbia · (2 vagas) | Santa Fe             | Campeão da Liga Femenina 2020 |
| Colômbia · (2 vagas) | América de Cali      | Vice-campeão da Liga Femenina 2020 |
| Paraguai · (2 vagas) | Libertad [b]         | Campeão do Campeonato Paraguaio Feminino 2019 |
| Paraguai · (2 vagas) | Sol de América       | Vice-campeão do Campeonato Paraguaio Feminino 2019                                                                                                  |
| Argentina · (1 vaga) | River Plate          | Vice-campeão do Torneo de Transición Femenino 2020 (vaga adicional ao país anfitrião)                                                               |
| Bolívia · (1 vaga)   | Deportivo Trópico    | Campeão da Copa Simón Bolívar Femenina 2020/21 |
| Equador · (1 vaga)   | El Nacional          | Campeão da Súperliga Femenina 2020 |
| Peru · (1 vaga)      | Universitario        | Campeão do Copa Perú Femenina 2019 |
| Uruguai · (1 vaga)   | Peñarol              | Campeão do Campeonato Uruguaio Feminino 2019 |
| Venezuela · (1 vaga) | Atlético SC          | Campeão do Torneo Invitacional Femenino 2021 |

a.^  O Kindermann irá disputar esta edição em parceria com o Avaí, apesar de cada equipe possuir seu próprio departamento de futebol feminino.
b.^  O Libertad irá disputar esta edição em parceria com o CS Limpeño, apesar de cada equipe possuir seu próprio departamento de futebol feminino.

## Sedes
As partidas estão sendo jogadas em duas sedes: Estadio José Amalfitani em Buenos Aires e o Estadio Nuevo Francisco Urbano em Morón.

## Sorteio
Para o sorteio dos grupos da CONMEBOL Libertadores Feminina 2020, os clubes foram divididos em quatro potes com quatro times cada, sendo que as equipes do mesmo país não podem compor o mesmo grupo. No primeiro pote, foram alocadas automaticamente a atual campeã da competição e a equipe representante 1 do país sede, nas posições A1 e B1, respectivamente. As campeãs brasileiras e colombianas completaram o pote. As outras equipes foram postas de acordo com a posição da sua federação no torneio anterior. Com relação às vagas adicionais, a equipe 2 do país sede ocupou o pote 3, e os clubes provenientes de Brasil, Chile, Colômbia e Paraguai foram atribuídos ao pote 4.
| Pote 1                                        | Pote 2                                                    | Pote 3                                              | Pote 4                                                         |
| --------------------------------------------- | --------------------------------------------------------- | --------------------------------------------------- | -------------------------------------------------------------- |
| Corinthians Boca Juniors Ferroviária Santa Fe | Libertad-Limpeño El Nacional Santiago Morning Atlético SC | Peñarol Deportivo Trópico Universitario River Plate | Kindermann Universidad de Chile América de Cali Sol de América |

## Primeira fase
Os primeiros e segundos colocados de cada grupo avançaram para as quartas-de-finais da competição.
Os critérios de desempate estão estabelecidos na seguinte ordem: 1. Saldo de Gols; 2. Gols marcados e 3. Confronto direto.
| Legenda | Legenda                    |
| ------- | -------------------------- |
|         | Classificados à fase final |
|         | Eliminados                 |

### Grupo A
| Pos. | Equipe          | Pts | J | V | E | D | GP | GC | SG  |
| ---- | --------------- | --- | - | - | - | - | -- | -- | --- |
| 1    | Corinthians     | 9   | 3 | 3 | 0 | 0 | 27 | 0  | 27  |
| 2    | América de Cali | 6   | 3 | 2 | 0 | 1 | 10 | 4  | 6   |
| 3    | Universitario   | 1   | 3 | 0 | 1 | 2 | 1  | 14 | -13 |
| 4    | El Nacional     | 1   | 3 | 0 | 1 | 2 | 2  | 22 | -20 |

Confrontos
| Data   | Time 1          | Jogo | Time 2          |
| ------ | --------------- | ---- | --------------- |
| 5 mar  | Corinthians     | 16–0 | El Nacional     |
| 5 mar  | Universitario   | 0–5  | América de Cali |
| 8 mar  | Corinthians     | 8–0  | Universitario   |
| 8 mar  | El Nacional     | 1–5  | América de Cali |
| 11 mar | América de Cali | 0–3  | Corinthians     |
| 11 mar | El Nacional     | 1–1  | Universitario   |

### Grupo B
| Pos. | Equipe            | Pts | J | V | E | D | GP | GC | SG  |
| ---- | ----------------- | --- | - | - | - | - | -- | -- | --- |
| 1    | Boca Juniors      | 7   | 3 | 2 | 1 | 0 | 12 | 2  | 10  |
| 2    | Santiago Morning  | 5   | 3 | 1 | 2 | 0 | 10 | 1  | 9   |
| 3    | Kindermann        | 4   | 3 | 1 | 1 | 1 | 8  | 1  | 7   |
| 4    | Deportivo Trópico | 0   | 3 | 0 | 0 | 3 | 1  | 27 | -26 |

Confrontos
| Data   | Time 1            | Jogo | Time 2            |
| ------ | ----------------- | ---- | ----------------- |
| 5 mar  | Deportivo Trópico | 0–8  | Kindermann        |
| 5 mar  | Boca Juniors      | 1–1  | Santiago Morning  |
| 8 mar  | Santiago Morning  | 0–0  | Kindermann        |
| 8 mar  | Boca Juniors      | 10–1 | Deportivo Trópico |
| 11 mar | Kindermann        | 0–1  | Boca Juniors      |
| 11 mar | Santiago Morning  | 9–0  | Deportivo Trópico |

### Grupo C
| Pos. | Equipe         | Pts | J | V | E | D | GP | GC | SG |
| ---- | -------------- | --- | - | - | - | - | -- | -- | -- |
| 1    | River Plate    | 7   | 3 | 2 | 1 | 0 | 4  | 0  | 4  |
| 2    | Santa Fe       | 6   | 3 | 2 | 0 | 1 | 5  | 1  | 4  |
| 3    | Sol de América | 4   | 3 | 1 | 1 | 0 | 2  | 2  | 0  |
| 4    | Atlético SC    | 0   | 3 | 0 | 0 | 3 | 1  | 9  | -8 |

Confrontos
| Data   | Time 1         | Jogo | Time 2         |
| ------ | -------------- | ---- | -------------- |
| 6 mar  | Santa Fe       | 4–0  | Atlético SC    |
| 6 mar  | River Plate    | 0–0  | Sol de América |
| 9 mar  | Atlético SC    | 1–2  | Sol de América |
| 9 mar  | Santa Fe       | 0–1  | River Plate    |
| 12 mar | Atlético SC    | 0–3  | River Plate    |
| 12 mar | Sol de América | 0–1  | Santa Fe       |

### Grupo D
| Pos. | Equipe               | Pts | J | V | E | D | GP | GC | SG |
| ---- | -------------------- | --- | - | - | - | - | -- | -- | -- |
| 1    | Universidad de Chile | 6   | 3 | 2 | 0 | 1 | 7  | 4  | 3  |
| 2    | Ferroviária          | 4   | 3 | 1 | 1 | 1 | 5  | 6  | -1 |
| 3    | Libertad-Limpeño     | 4   | 3 | 1 | 1 | 1 | 4  | 5  | -1 |
| 4    | Peñarol              | 2   | 3 | 0 | 2 | 1 | 1  | 2  | -1 |

Confrontos
| Data   | Time 1               | Jogo | Time 2               |
| ------ | -------------------- | ---- | -------------------- |
| 6 mar  | Ferroviária          | 0–4  | Libertad-Limpeño     |
| 6 mar  | Peñarol              | 0–1  | Universidad de Chile |
| 9 mar  | Ferroviária          | 1–1  | Peñarol              |
| 9 mar  | Libertad-Limpeño     | 0–5  | Universidad de Chile |
| 12 mar | Universidad de Chile | 1–4  | Ferroviária          |
| 12 mar | Libertad-Limpeño     | 0–0  | Peñarol              |

## Fase final
Os horários seguem o UTC-5.
|  | Quartas-de-final     | Quartas-de-final      |                      |                      | Semifinais        | Semifinais        |  |  | Final               | Final |
|  |                      |                       |                      |                      |                   |                   |  |  |                     |       |
|  | 14 de março – 17:00  |                       |                      |                      |                   |                   |  |  |                     |       |
|  |                      |                       |                      |                      |                   |                   |  |  |                     |       |
|  | Corinthians          | 7                     |                      |                      |                   |                   |  |  |                     |       |
|  | Corinthians          | 7                     | 17 de março – 17:00  |                      |                   |                   |  |  |                     |       |
|  | Santiago Morning     | 0                     |                      |                      |                   |                   |  |  |                     |       |
|  | Santiago Morning     | 0                     | Corinthians          | 1(3)                 |                   |                   |  |  |                     |       |
|  | 14 de março – 19:30  |                       | Corinthians          | 1(3)                 |                   |                   |  |  |                     |       |
|  |                      | América de Cali (pen) | 1(4)                 |                      |                   |                   |  |  |                     |       |
|  | Boca Juniors         | América de Cali (pen) | 1(4)                 | 1                    |                   |                   |  |  |                     |       |
|  | Boca Juniors         |                       | 21 de março – 19:45  | 1                    |                   |                   |  |  |                     |       |
|  | América de Cali      | 2                     |                      |                      |                   |                   |  |  |                     |       |
|  | América de Cali      | 2                     | América de Cali      | 1                    |                   |                   |  |  |                     |       |
|  | 15 de março – 17:00  |                       | América de Cali      | 1                    |                   |                   |  |  |                     |       |
|  |                      | Ferroviária           | 2                    |                      |                   |                   |  |  |                     |       |
|  | Universidad de Chile | Ferroviária           | 2                    | 3                    |                   |                   |  |  |                     |       |
|  | Universidad de Chile | 18 de março – 17:00   |                      | 3                    |                   |                   |  |  |                     |       |
|  | Santa Fe             | 1                     |                      |                      |                   |                   |  |  |                     |       |
|  | Santa Fe             | 1                     | Universidad de Chile | 0(6)                 | Terceiro colocado | Terceiro colocado |  |  |                     |       |
|  | 15 de março – 19:30  |                       | Universidad de Chile | 0(6)                 | Terceiro colocado | Terceiro colocado |  |  |                     |       |
|  |                      | Ferroviária (pen)     | 0(7)                 |                      |                   |                   |  |  |                     |       |
|  | River Plate          | Ferroviária (pen)     | 0(7)                 | 0                    | Corinthians       | 4                 |  |  |                     |       |
|  | River Plate          |                       |                      | 0                    | Corinthians       | 4                 |  |  |                     |       |
|  | Ferroviária          | 1                     |                      | Universidad de Chile | 0                 |                   |  |  |                     |       |
|  | Ferroviária          | 1                     |                      |                      | 0                 |                   |  |  |                     |       |
|  |                      |                       |                      |                      |                   |                   |  |  | 21 de março – 17:00 |       |
|  |                      |                       |                      |                      |                   |                   |  |  |                     |       |

### Final
| 21 de março   | América de Cali         | 1 – 2     | Ferroviária                                 | Estadio José Amalfitani, Buenos Aires |
| 19:45 (UTC-5) | Catalina Usme 39' (pen) | Relatório | Patrícia Sochor 7' · Aline Milene 42' (pen) | Árbitro: CHI Maria Belén Carvajal     |

| América | Ferroviária |

| G              | 12 | Katherine Tapia     |     |     |       |
| LD             | 14 | Lizeth Ocampo       | 22' | 46' |       |
| Z              | 2  | Daniela Arias       | 76' |     |       |
| Z              | 17 | Tatiana Castañeda   |     |     |       |
| LE             | 16 | Leury Basanta       |     |     |       |
| M              | 8  | Carolina Pineda     | 73' |     |       |
| M              | 4  | Diana Ospina        |     |     |       |
| M              | 10 | Catalina Usme (c)   |     |     |       |
| A              | 11 | Manuela González    |     | 77' |       |
| A              | 7  | Gisela Robledo      |     | 86' |       |
| A              | 18 | Wendy Bonilla       |     | 46' |       |
| Substituições: |    |                     |     |     |       |
| G              | 1  | Natalia Giraldo     |     |     |       |
| G              | 20 | Luiza Montaño       |     |     |       |
| Z              | 3  | Anlly Iglesias      |     |     | 90+1' |
| Z              | 5  | Fabiana Yantén      |     |     |       |
| M              | 6  | Jessica Caro        |     | 46' | 90+1' |
| M              | 15 | Sara Sofía Martínez |     | 86' |       |
| M              | 19 | Mariana Zamorano    |     |     |       |
| A              | 9  | Joemar Guarecuco    |     | 77' |       |
| A              | 13 | Gabriela Rodríguez  |     | 46' |       |
| Técnico:       |    |                     |     |     |       |
| Andrés Usme    |    |                     |     |     |       |

| G              | 1  | Luciana          |       |       |
| LD             | 2  | Monalisa         | 31'   | 68'   |
| Z              | 3  | Ana Alice        |       |       |
| Z              | 16 | Yasmin Cosmann   |       | 46'   |
| LE             | 6  | Barrinha         |       |       |
| M              | 4  | Luana Sartório   |       |       |
| M              | 13 | Carol Tavares    |       |       |
| M              | 5  | Nicoly           |       |       |
| A              | 7  | Patrícia Sochor  | 90+6' |       |
| A              | 11 | Lurdinha         |       | 85'   |
| A              | 10 | Aline Milene (c) |       | 90+5' |
| Substituições: |    |                  |       |       |
| G              | 12 | Lucilene         |       |       |
| G              | 18 | Yanne            |       |       |
| Z              | 19 | Géssica          | 69'   | 46'   |
| Z              | 20 | Daiane           |       | 85'   |
| M              | 8  | Duda Batista     |       | 90+5' |
| M              | 14 | Leidiane         |       |       |
| M              | 15 | Amanda Brunner   |       |       |
| M              | 17 | Rafa Mineira     |       | 68'   |
|                |    |                  |       |       |
| Técnica:       |    |                  |       |       |
| Lindsay Camila |    |                  |       |       |

## Premiação
| CONMEBOL Libertadores Feminina 2020 |
| Brasil                              |
| ----------------------------------- |
| Ferroviária Campeão (2º título)     |

Essa foi a quarta participação da Ferroviária em Libertadores e a segunda conquista, além de ter levado o título ganhou US$ 85.000 mil dólares de premiação. Lindsay Camila foi a primeira treinadora a conquistar a Libertadores.

## Artilharia
| Gols | Jogadora             | Equipe                      |
| ---- | -------------------- | --------------------------- |
| 7    | Grazi                | Corinthians                 |
| 7    | Victória Albuquerque | Corinthians                 |
| 5    | Giovanna Crivelari   | Corinthians                 |
| 4    | Adriana              | Corinthians                 |
| 4    | Gabi Nunes           | Corinthians                 |
| 4    | Gonzales M.          | América de Cali El Nacional |
| 4    | Letícia              | Kindermann                  |
| 4    | Roidriguez Y.        | Boca Juniors                |

## Seleção da temporada
A seleção das principais jogadoras da competição foi anunciada pela CONMEBOL após o seu término:
| Posição          | Jogador             | Clube                |
| ---------------- | ------------------- | -------------------- |
| Goleira          | Natalia Campos      | Universidad de Chile |
| Lateral-direita  | Katiuscia Fernandes | Corinthians          |
| Zagueira         | Carla Guerrero      | Universidad de Chile |
| Zagueira         | Daniela Arias       | América de Cali      |
| Lateral-esquerdo | Tamires             | Corinthians          |
| Meias            | Luana Menegardo     | Ferroviária          |
| Meias            | Catalina Usme       | América de Cali      |
| Meias            | Andressinha         | Corinthians          |
| Atacantes        | Gisela Robledo      | América de Cali      |
| Atacantes        | Gabi Nunes          | Corinthians          |
| Atacantes        | Aline Milene        | Ferroviária          |

## Classificação geral
| Pos | Times                | Pts | J | V | E | D | GP | GC | SG  | Classificação               |
| --- | -------------------- | --- | - | - | - | - | -- | -- | --- | --------------------------- |
| 1   | Ferroviária          | 11  | 6 | 3 | 2 | 1 | 8  | 7  | 1   | Campeão                     |
| 2   | América de Cali      | 10  | 6 | 3 | 1 | 2 | 14 | 8  | 6   | Vice-campeão                |
| 3   | Corinthians          | 16  | 6 | 5 | 1 | 0 | 39 | 1  | 38  | Terceiro Lugar              |
| 4   | Universidad de Chile | 10  | 6 | 3 | 1 | 2 | 10 | 9  | 1   | Quarto Lugar                |
| 5   | Boca Juniors         | 7   | 4 | 2 | 1 | 1 | 13 | 4  | 9   | Eliminados na segunda fase  |
| 6   | River Plate          | 7   | 4 | 2 | 1 | 1 | 4  | 1  | 3   | Eliminados na segunda fase  |
| 7   | Santa Fe             | 6   | 4 | 2 | 0 | 2 | 6  | 4  | 2   | Eliminados na segunda fase  |
| 8   | Santiago Morning     | 5   | 4 | 1 | 2 | 1 | 10 | 8  | 2   | Eliminados na segunda fase  |
| 9   | Kindermann           | 4   | 3 | 1 | 1 | 1 | 8  | 1  | 7   | Eliminados na primeira fase |
| 10  | Sol de América       | 4   | 3 | 1 | 1 | 1 | 2  | 2  | 0   | Eliminados na primeira fase |
| 11  | Libertad Limpeño     | 4   | 3 | 1 | 1 | 1 | 4  | 5  | –1  | Eliminados na primeira fase |
| 12  | Peñarol              | 2   | 3 | 0 | 2 | 1 | 1  | 2  | –1  | Eliminados na primeira fase |
| 13  | Universitario        | 1   | 3 | 0 | 1 | 2 | 1  | 14 | –13 | Eliminados na primeira fase |
| 14  | El Nacional          | 1   | 3 | 0 | 1 | 2 | 2  | 22 | –20 | Eliminados na primeira fase |
| 15  | Atlético SC          | 0   | 3 | 0 | 0 | 3 | 1  | 9  | –8  | Eliminados na primeira fase |
| 16  | Deportivo Trópico    | 0   | 3 | 0 | 0 | 3 | 1  | 27 | –26 | Eliminados na primeira fase |